# Le Breuil (Allier)
Le Breuil è un comune francese di 558 abitanti situato nel dipartimento dell'Allier della regione dell'Alvernia-Rodano-Alpi.

## Società

### Evoluzione demografica
Abitanti censiti